# TATSUMI
『TATSUMI（タツミ）』（邦題:『TATSUMI マンガに革命を起こした男』）は、マンガ家（劇画作家）辰巳ヨシヒロの自叙伝的マンガ作品『劇画漂流』（英題: A Drifting Life）と同作家の短編作品5話を原作としたシンガポールの長編アニメーション映画。
エリック・クー監督により制作され、第64回カンヌ国際映画祭（2011年）のオフィシャル・セレクション（ある視点部門）に選出。アニメーション作品の選出は同映画祭史上13本目、日本語によるアニメーション作品としては史上2本目である。アニメーション制作は、世界初のフルCGテレビアニメーション『リブート』（英題: ReBoot）を制作したフィル･ミッチェルがクリエイティブ・ディレクターとして指揮を執り、ナレーションは辰巳ヨシヒロ自身、本編の声優・ナレーションは別所哲也が一人で六役を務めた。カンヌにて上映されて以降、約20ヶ国で配給された。第84回アカデミー賞の外国語映画賞ではシンガポール代表として出品。
日本においては、東京国際映画祭（2011年）、京都シネマ（2013年8月）、日本外国特派員協会（2013年11月）における特別上映を経て、2014年11月15日よりスターサンズ配給にて角川シネマ新宿ほかで順次全国公開。

## ストーリー
終戦直後より高度成長期に至るまでの道のりで、子供向けとされていた漫画に、大人をターゲットにした「劇画」という概念を生み出した漫画家・辰巳ヨシヒロ。少年時代から青年期、そして現在に至るまでの辰巳、そして日本の時代の移り変わりを、辰巳の5つの短編作品を交えながら描いていく。

### 短編
- 地獄 / HELL
- いとしのモンキー / BELOVED MONKEY
- 男一発 / JUST A MAN
- はいってます / OCCUPIED
- グッドバイ / GOOD-BYE

## 受賞
- 第64回カンヌ国際映画祭：オフィシャル・セレクション「ある視点部門」選出
- 第24回東京国際映画祭：アジア映画賞スペシャル・メンション受賞
- 第8回ドバイ国際映画祭：ムハ・アジアアフリカ長編部門 最優秀作品賞受賞